# ジープ・アベンジャー
ジープ・アベンジャー（英：Jeep Avenger）は、ステランティスの製造するSUV型の電気自動車およびガソリン自動車である。

## 概要
ステランティスがジープブランドとして製造する初の電気自動車。ポーランドのティヒ工場で生産される。同社のレネゲードよりも小さく、Bセグメントのエントリーモデルとなる。CMPを採用するため、初めてヨーロッパで設計されたジープ車である。イタリアやスペインではガソリンエンジンを搭載したプラグインハイブリッド車を導入する一方、イギリスなどでは電気自動車のみ導入する。2024年上半期に日本や韓国などの他地域でも販売されるが、北米市場の販売は行われない。 
全長4080mm、全幅1780mm、全高1530mm。モーターは最高出力156ps、最大トルク260Nm。登場時点での駆動方式は前輪駆動。ただし、発表時に4×4コンセプトを同時に披露し、将来的には四輪駆動も登場するとしている。バッテリーは54kWh（実用量は51kWh）。航続距離は最大で400km（WLTPモード）となる予定。

## 歴史
- 2022年
  - 10月17日 - パリモーターショー2022で正式発表。同時に「4×4コンセプト」を発表した[5]。
  - 12月1日 -「ファーストエディション」をヨーロッパで販売開始[6]。
- 2023年1月13日 - ヨーロッパ・カー・オブ・ザ・イヤー2023を受賞[7]。
- 2024年
  - 6月6日 - Stellantisジャパンはアベンジャーの日本国内での発表について、2024年の第三四半期中を予定していると発表し、併せてティザーサイトを開設した。なお、日本市場へはEVモデルのみの導入となる[8]。
  - 9月26日 - 日本国内で発表・販売開始[9]。併せて当日の19時からTOKYO NODEで発表イベントを行った。

## 日本での発売
日本では2024年9月26日に発売を開始した。先に発売された姉妹車のフィアット・600e同様EVの発売で、2022年に復活したジープ・コマンダー以来の新モデルとなる。バッテリーは54kWhで一充電航続距離のWLTCモードは486km。ジープブランドの前輪駆動車で初めて「セレクテレイン」と「ヒルディセントコントロール」を標準装備した。
グレードは「Altitude」のみで、カラーは「サン」「グラナイト」「ボルケーノ」「スノー」の4色。また、同日に限定車「Launch Edition」を発売。アルティテュードをベースにパワーサンルーフ、18インチアルミホイール、ブラックペイントルーフおよびイエローダッシュボード、1/43サイズのダイキャストミニカーを装備しつつ、価格をAltitudeから15万円増に抑えた。カラーは「サン」のみで、限定は150台。
2025年1月18日、限定車「Altitude Lake」を100台限定で発売。専用ボディカラー「レイク」を採用すると共にパワーサンルーフ、18インチアルミホイール、ブラックペイントルーフおよび1/43サイズのダイキャストミニカーを装備しつつ、価格をAltitudeから15万円増に抑えた。